# Dasuri Choi
Choi Da-seul (25 de abril de 1988), popularmente conocida como Dasuri Choi, es una bailarina y artista surcoreana residente en Filipinas. Ganó el premio a Mejor Talento y es la 2da Finalista ganadora en el segmento "You're My Foreignay", del programa filipino Eat Bulaga!.

## Filmografía

### Televisión
| Televisión   | Televisión        | Televisión  |
| Año          | Título            | Red         |
| ------------ | ----------------- | ----------- |
| 2017         | My Korean Jagiya  | GMA Network |
| 2016         | Pepito Manaloto   | GMA Network |
| 2015-present | Day Off           | GMA News TV |
| 2015         | Sunday All Stars  | GMA Network |
| 2015         | Move It           | TV5         |
| 2014         | Tunay Na Buhay    | GMA Network |
| 2014         | Marian            | GMA Network |
| 2014         | Eat Bulaga!       | GMA Network |
| 2014         | Picture! Picture! | GMA Network |
| 2013         | ASAP              | ABS-CBN     |
| 2009         | Showtime          | ABS-CBN     |